# John de Wolf
Johannes Hildebrand "John" de Wolf (nacido el 10 de diciembre de 1962 en Schiedam) es un exfutbolista y entrenador neerlandés que jugaba de defensa. Disputó seis partidos con el equipo nacional holandés marcando dos goles. Actualmente es asistente técnico de Robin van Persie en el Feyenoord de la Eredivisie.

## Carrera

### Como jugador
De Wolf comenzó su carrera profesional con el Sparta Rotterdam, haciendo su debut sénior en 1983. Tras dos temporadas, firmó por el FC Groningen donde continuó impresionando y consiguió ser convocado por el equipo nacional holandés en 1987.
El defensa se marchó al Feyenoord en 1989 y después de una temporada fuera del primer equipo,  consiguió participar con el primer equipo y ganó el campeonato de liga holandés en 1992–93 con el club. También ganó tres copas holandesas durante las cuatro temporadas y llegó con su equipo a las semifinales de la Recopa de la temporada 91–92 la cual perdieron por goles en contra fuera de casa frente al Mónaco.
Se marchó a la English First Division (segunda liga) al Wolverhampton en diciembre de 1994 por £600,000. Fue elegido como capitán por parte del entrenador Graham Taylor, y les ayudó a lograr los cuartos de final de FA Cup, así como marcando un triplete contra el Port Vale. Padeció una lesión de rodilla que le dejó fuera de la fase de promoción, donde el equipo perdería frente al Bolton.
En la siguiente temporada, se perdió la gran mayoría de partidos, y el Wolverhampton acabó en la posición 20.º en la liga. El holandés quedó apartado con el nuevo entrenador Mark McGhee quién intentó convocarle para un partido del equipo reserva. De Wolf consideró que un jugador experimentado como él, no podía ser utilizado para jugar con los reservas. Dejó el club tras estos problemas y regresó a Holanda con el VVV-Venlo de la segunda división.
Tras una temporada en su tierra nativa con el VVV, decidió marcharse de nuevo al extranjero, en este caso fichando por el Hapoel Ashkelon Israelí, en 1997. No consiguió adaptarse y participó solo en tres partidos, marcando un solo gol. A la temporada siguiente regresa al fútbol holandés con el Helmond Sport. Como consecuencia de una tensa relación personal con el club, ambos apalabraron rescindir el contrato durante su segunda temporada. De Wolf acabó la campaña con una corta experiencia como jugador-entrenador con el club amateur Zwart-Wit '28.

#### Trayectoria como jugador
| Club                         | País          | Año           | PJ  | G  | Asistencias |
| ---------------------------- | ------------- | ------------- | --- | -- | ----------- |
| Sparta de Róterdam           | Países Bajos  | 1983-1985     | 68  | 6  | 1           |
| F.C. Groningen               | Países Bajos  | 1985-1989     | 121 | 5  | 1           |
| Feyenoord de Róterdam        | Países Bajos  | 1989-1995     | 150 | 10 | 0           |
| Wolverhampton Wanderers F.C. | Inglaterra    | 1995-1996     | 4   | 0  | 0           |
| VVV-Venlo                    | NED}}         | 1996-1997     | 34  | 7  | 0           |
| Hapoel Ashkelon F.C.         | Israel        | 1997-1998     | 2   | 0  | 0           |
| Helmond Sport                | Países Bajos  | 1998-2000     | 37  | 3  | 3           |
| Zwart-Wit '28                | Países Bajos  | 2000          | 0   | 0  | 0           |
| Total carrera                | Total carrera | Total carrera | 416 | 31 | 5           |

#### Palmarés como jugador
| Título                        | Club                  | País         | Año     |
| ----------------------------- | --------------------- | ------------ | ------- |
| Copa de los Países Bajos      | Feyenoord de Róterdam | Países Bajos | 1990-91 |
| Supercopa de los Países Bajos | Feyenoord de Róterdam | Países Bajos | 1991    |
| Copa de los Países Bajos      | Feyenoord de Róterdam | Países Bajos | 1991-92 |
| Eredivisie                    | Feyenoord de Róterdam | Países Bajos | 1992-93 |
| Copa de los Países Bajos      | Feyenoord de Róterdam | Países Bajos | 1993-94 |
| Copa de los Países Bajos      | Feyenoord de Róterdam | Países Bajos | 1994-95 |

### Selección nacional
De Wolf debutó para la selección holandesa el 16 de diciembre de 1987 en un 3–0 ganando en Grecia durante la clasificación de la Eurocopa '88. Después de jugar el partido como sustituto, no volvió a ser convocado en cinco años. Regresó a la selección con el nuevo entrenador Dick Advocaat y consiguió jugar cinco partidos más durante la temporada 1993–94.
Marcó sus dos goles durante un 6–0 contra San Marino en marzo de 1993. Su última partido con la selección fue el 13 de octubre de 1993 en un partido que ganaron 2–0 contra Inglaterra. Tras este partido, acabaron con las esperanzas de clasificarse los ingleses para el mundial del 1994, que acabó con la renuncia del entrenador inglés, Graham Taylor, que posteriormente firmó a De Wolf para el Wolverhampton. 

A pesar de la poca continuidad con la selección fue convocado por el equipo neerlandés que disputó el Mundial de Fútbol de 1994, pero no jugó ningún partido. Su dorsal fue el 21.

#### Participaciones en Copas del Mundo
| Mundial                        | Sede           | Resultado        | Partidos | Goles |
| ------------------------------ | -------------- | ---------------- | -------- | ----- |
| Copa Mundial de Fútbol de 1994 | Estados Unidos | Cuartos de final | 0        | 0     |

#### Goles internacionales
| \| N.° \| Fecha \| Lugar \| Rival \| Gol \| Resultado \| Resultado \| Competición \| \| --- \| ------------------- \| ------------------------------------------ \| ---------- \| --- \| --------- \| --------- \| -------------------------- \| \| 1. \| 24 de marzo de 2003 \| Estadio Galgenwaard, Utrecht, Países Bajos \| San Marino \| 3–0 \| 6-0 \| Victoria \| Clasificación Mundial 1994 \| \| 2. \| 24 de marzo de 2003 \| Estadio Galgenwaard, Utrecht, Países Bajos \| San Marino \| 6–0 \| 6-0 \| Victoria \| Clasificación Mundial 1994 \| |                     |                                            |            |     |           |           |                            |
| N.° | Fecha               | Lugar                                      | Rival      | Gol | Resultado | Resultado | Competición                |
| 1. | 24 de marzo de 2003 | Estadio Galgenwaard, Utrecht, Países Bajos | San Marino | 3–0 | 6-0       | Victoria  | Clasificación Mundial 1994 |
| 2. | 24 de marzo de 2003 | Estadio Galgenwaard, Utrecht, Países Bajos | San Marino | 6–0 | 6-0       | Victoria  | Clasificación Mundial 1994 |

### Como entrenador
Se retiró como jugador en el año 2000, y fichó por el RKSV Halsteren como entrenador. Ha sido entrenador de tres equipos diferentes desde entonces, SVVSMC, VV Haaglandia y FC Türkiyemspor. Dejó el último en febrero de 2008. En febrero de 2009 de Wolf se convirtió en el entrenador del Voorschoten '97. En la temporada 2009-2010 con convirtió en el entrenador del WKE holandés. En marzo de 2014 fue despedido por el VV Sliedrecht.

#### Trayectoria como entrenador
| Club                                   | País         | Año       |
| -------------------------------------- | ------------ | --------- |
| Zwart-Wit '28 (entrenador-jugador)     | Países Bajos | 2000      |
| RKSV Halsteren                         | Países Bajos | 2000-2002 |
| SVV                                    | Países Bajos | 2002-2005 |
| VV Haaglandia                          | Países Bajos | 2005-2007 |
| FC Türkiyemspor                        | Países Bajos | 2007-2008 |
| Voorschoten '97                        | Países Bajos | 2009      |
| WKE                                    | Países Bajos | 2009-2010 |
| VV Sliedrecht                          | Países Bajos | 2012-2014 |
| Sparta de Róterdam (2.º entrenador)    | Países Bajos | 2013-2014 |
| Sparta de Róterdam (interino)          | Países Bajos | 2014      |
| Excelsior Maassluis                    | Países Bajos | 2015      |
| GVVV                                   | Países Bajos | 2015-2017 |
| SV Spakenburg                          | Países Bajos | 2017-2019 |
| Feyenoord de Róterdam (2.º entrenador) | Países Bajos | 2019-Act. |

#### Palmarés como entrenador
| Título     | Club                                   | País         | Año     |
| ---------- | -------------------------------------- | ------------ | ------- |
| Eredivisie | Feyenoord de Róterdam (2.º entrenador) | Países Bajos | 2022-23 |

## Fuera del fútbol
De Wolf actualmente trabaja como presentador de televisión en el canal regional holandés RNN7, en un programa titulado Vivir con John. Empezó su carrera en medios de comunicación en 2004 en Correct Studio Sport, antes de presentar los programas, Cooking with John y Sleeping with John.
En 2006, se convirtió en uno de los participantes de la versión holandesa de Dancing with the Stars. También participó en el espectáculo Fighting with the Stars en 2007, donde luchó y perdió frente a Tschen La Ling, otro exjugador profesional de fútbol.